# Balance (Armin van Buuren)
Balance is het zevende studioalbum van de Nederlandse tranceartiest en dj Armin van Buuren. Het album werd uitgebracht op 25 oktober 2019 en telt 28 nummers.
Alle nummers van het album zijn uitgebracht als aparte single.
In Nederland bereikte het de 11e plek in de Album Top 100.

## Nummers
Het album bevat de volgende nummers:
| 1.                   | Sucker for Love          | Avalan                          | 2:56 |
| 2.                   | Something Real           | Avian Grays feat. Jordan Shaw   | 2:59 |
| 3.                   | Wild Wild Son            | Sam Martin                      | 3:33 |
| 4.                   | Phone Down               | Garibay feat. Justin Stein      | 3:12 |
| 5.                   | Blah Blah Blah           | BullySongs                      | 3:03 |
| 6.                   | Sunny Days               | Josh Cumbee                     | 3:30 |
| 7.                   | Runaway                  | Candace Sosa                    | 3:57 |
| 8.                   | It Could Be              | Inner City                      | 2:37 |
| 9.                   | Unlove You               | Ne-Yo                           | 2:30 |
| 10.                  | Therapy                  | James Newman                    | 3:06 |
| 11.                  | Waking Up with You       | David Hodges                    | 2:59 |
| 12.                  | Sex, Love & Water        | Conrad Sewell                   | 3:17 |
| 13.                  | Don't Give Up on Me      | Lucas & Steve feat. Josh Cumbee | 3:05 |
| 14.                  | Don't Let Me Go          | Matluck                         | 3:15 |
| 15.                  | La résistance de l'amour | Shapov                          | 3:31 |
| 16.                  | Million Voices           |                                 | 3:07 |
| 17.                  | Show Me Love             | Above & Beyond                  | 3:31 |
| 18.                  | Song I Sing              | Haliene                         | 4:22 |
| 19.                  | High on Your Love        | Rudimental feat. James Newman   | 3:08 |
| 20.                  | I Need You               | Garibay feat. Olaf Blackwood    | 3:26 |
| 21.                  | Lonely for You           | Bonnie McKee                    | 3:13 |
| 22.                  | Always                   | BT                              | 3:39 |
| 23.                  | Turn It Up               |                                 | 2:52 |
| 24.                  | Mr. Navigator            | Tempo Giusto                    | 2:32 |
| 25.                  | Revolution               | Luke Bond ft. KARRA             | 3:16 |
| 26.                  | All Comes Down           | Cimo Frankel                    | 3:17 |
| 27.                  | Miles Away               | Sam Martin                      | 3:46 |
| 28.                  | Stickup                  |                                 | 2:49 |
| Totale duur: 1:30:28 |                          |                                 |      |

## Medewerkers
- Armin van Buuren – componist, producent
- Benno de Goeij, Garibay, Toby Gad, AFSHeeN, Kevin Saunderson, Rasmus Svensson-Blixt, Jesse Wilson, Tierce Person, Angel Lopez, Scott Storch, Lucas & Steve, Shapov, Above & Beyond, BT, Tempo Giusto, Luke Bond - producenten
- Avalan, Avian Grays, Sam Martin, Justin Stein, Aidan Bullimore, Josh Cumbee, Candace Sosa, Ne-Yo, Bonnie McKee, James Newman, David Hodges - vocalisten